# Biri (Philippines)
Pour les articles homonymes, voir Biri.

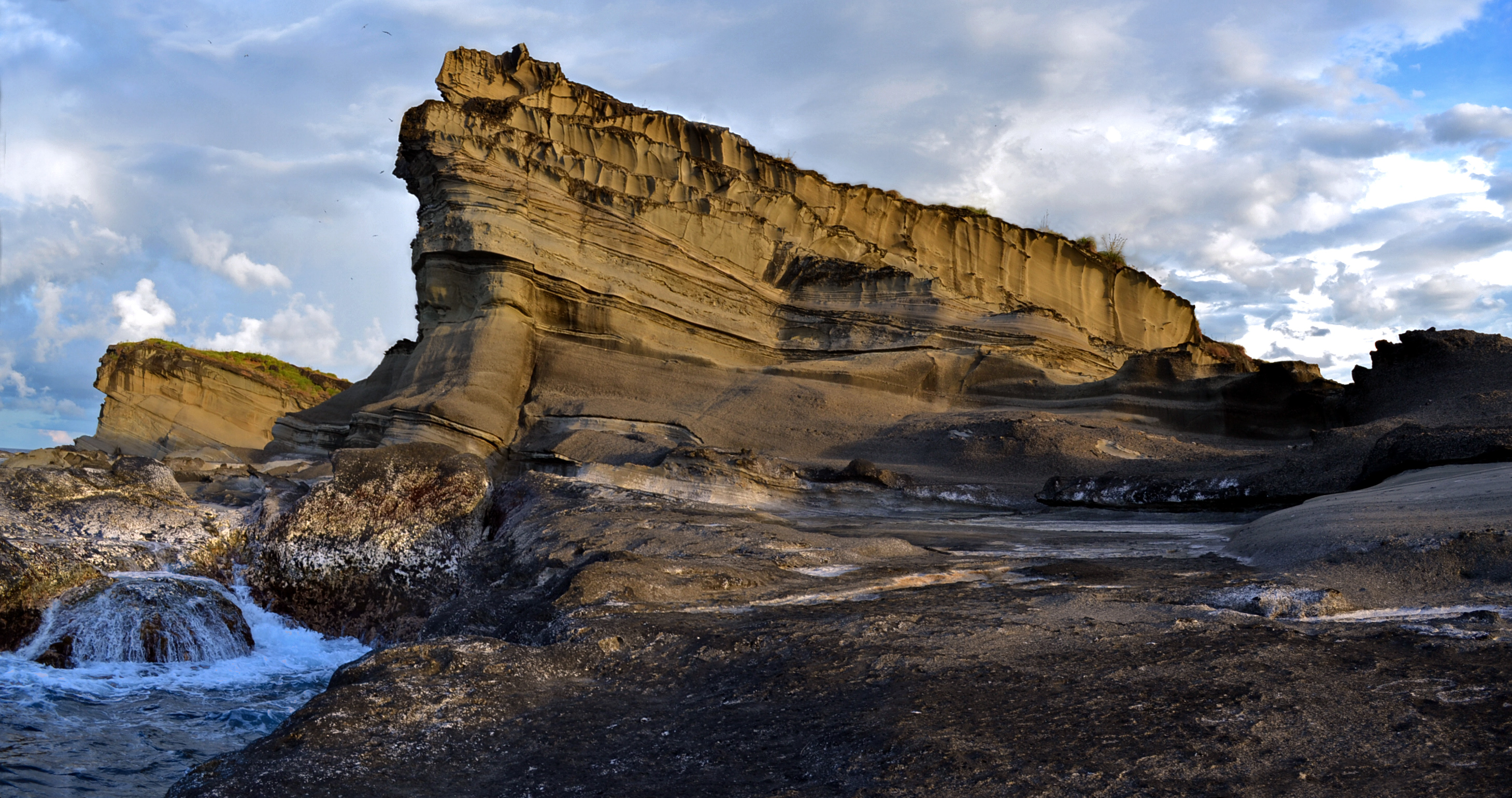
Formations rocheuses Magsapad à Biri. Juin 2013.

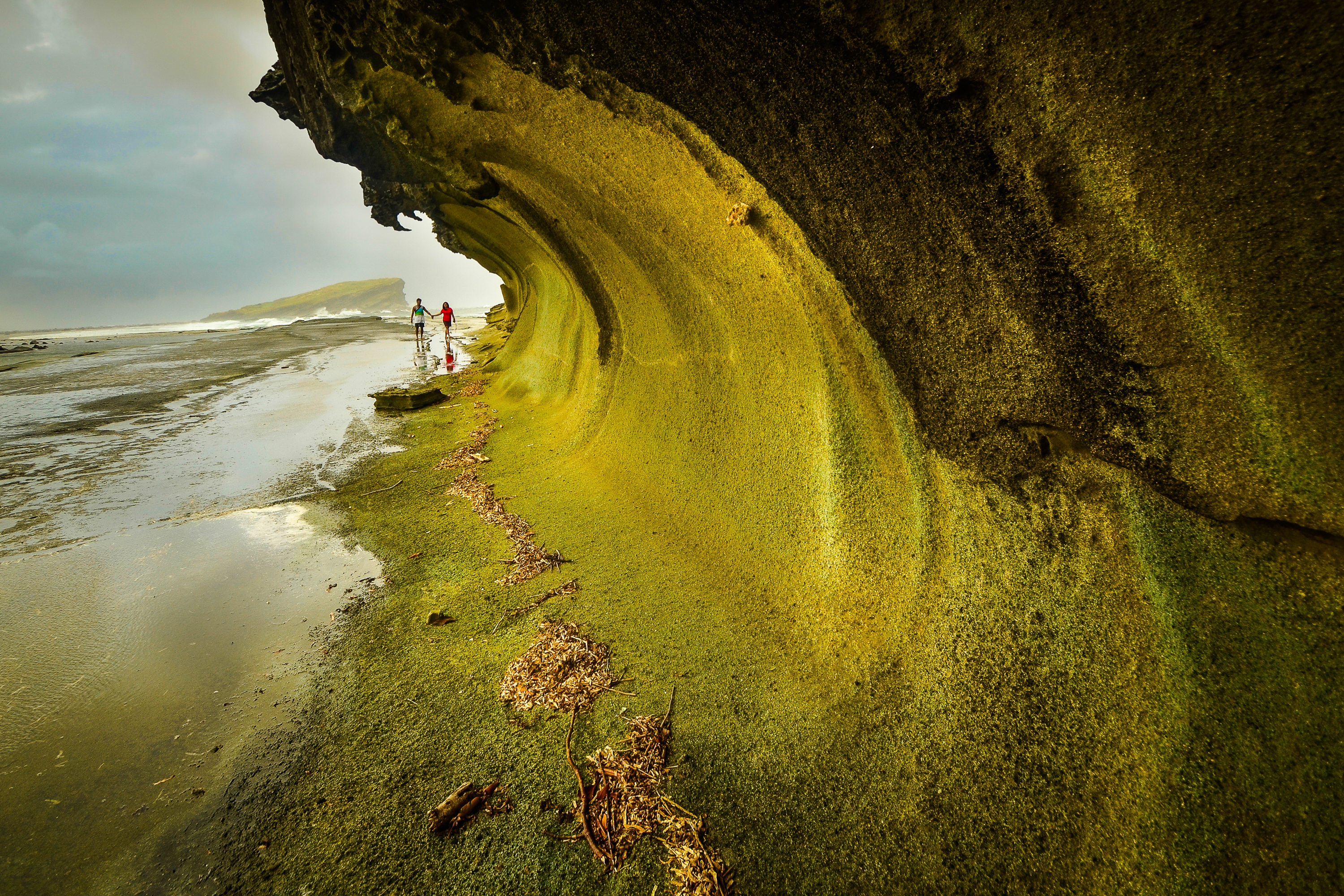
Formations rocheuses de rivage à Biri. Novembre 2015.

Biri est une localité de la province de Samar du Nord, aux Philippines. En 2015, elle compte 11 767 habitants.